# Weil ich dich liebe (Lied)
Weil ich dich liebe ist ein Lied des deutschen Rockmusikers Marius Müller-Westernhagen aus dem Jahr 1989.

## Entstehung und Veröffentlichung
Das Lied wurde vom Interpreten selbst geschrieben und produziert. Bei der Produktion erhielt Müller-Westernhagen Unterstützung durch René Tinner.
Die Erstveröffentlichung von Weil ich dich liebe erfolgte am 25. August 1989 als Teil von Halleluja bei WEA Records (Katalognummer: 246 149-1), dem zwölften Studioalbum von Müller-Westernhagen. Am 10. November 1989 erschien das Lied als zweite Singleauskopplung aus dem Album. Diese erschien als 7″-Single mit einer Neuaufnahme zu Lieb’ mich als B-Seite (Katalognummer: 246 551-7) sowie als 12″-Maxi-Single, die um je einen Remix zu Lieb’ mich und Weil ich dich liebe erweitert wurde (Katalognummer: 246 550-0).

## Inhalt
Der Liedtext handelt von einem männlichen lyrischen Ich, dass seinem Gegenüber mit den Worten: „Weil ich dich liebe, noch immer und mehr, weil ich dich brauche, ich brauch’ dich so sehr.“ begreiflich machen will, dass er sie liebe.

„Weil ich dich liebe.

Noch immer und mehr.

Weil ich dich brauche.

Ich brauch’ dich so sehr.“

## Musikvideo
Das Musikvideo zu Weil ich dich liebe zählte bis September 2024 über 276 Tausend Aufrufe auf der Videoplattform YouTube.

## Chartplatzierungen
| ChartsChartplatzierungen | Höchstplatzierung | Wochen |
| ------------------------ | ----------------- | ------ |
| Deutschland (GfK)        | 31 (27 Wo.)       | 27     |

## Coverversionen
Der Opernsänger René Kollo veröffentlichte 2020 auf seinem Album Meine große Liebe eine Coverversion des Liedes. Am 16. Mai 2023 coverte Clueso den Titel bei der VOX-Musikshow Sing meinen Song – Das Tauschkonzert.